# Željko Troskot
Željko Troskot (13 luglio 1938) è un ex cestista jugoslavo.

## Carriera
Con la Jugoslavia ha disputato i Campionati europei del 1961.